# ぷりてぃまにぃず
『ぷりてぃまにぃず』は、栗橋伸祐による漫画作品。『まにぃロード』の続編として「月刊コミック電撃大王」において2003年8月号から2005年4月号まで連載された。単行本全3巻。

## ストーリー
東京の高校に合格し、秋葉原にあるホビーショップ「まにぃロード」に下宿を始め、夢の東京生活を始めた信濃。高校で漫画研究会に入部したは良いが部員は一人きり。生徒会長である松島満珠は1ヶ月以内に活動実績を示せなければ廃部だと通告してくる。
漫研の活動といえば本を作る事だと、入部を希望してきた立石千早と共に漫画本を完成させた信濃。音羽由良の協力もあり活動を認められた漫画研究会。新たな入部希望者も現れ信濃の高校生活がようやく始まる。

## 登場人物
『まにぃろーど』同様、サラ以外の主な登場人物の名は艦艇から採られている（サラはシスター・サラこと空母サラトガの愛称、及びモデラーのフランソワ・バーリンデンからと推測される）。
武藤信濃（むとう しなの）
主人公の女の子。漫画やアニメ、特撮が大好き。
音羽由良（おとわ ゆら）
見た目は気品あふれるお嬢様。しかし内面はとてもマニアックで、模型の無限軌道を組み立てるのが趣味。前作にも登場したカリフラワー社長・三笠小次郎の姪。
立石千早（たていし ちはや）
元美術部の2年生。自由に描きたいものを求めて漫研にやってくる。
松島満珠（まつしま まんじゅ）
生徒会長。非常にしっかりとした性格。
松島干珠（まつしま かんじゅ）
満珠の双子の弟。男子校である山城高校に通っている。
厳島/橋立（いつくしま/はしだて）
生徒会役員（恐らく副会長と書記）。因みに満珠の松島を合わせると三景艦となる。
周防肇（すおう　はじめ）
山城高校漫画研究部の部長。漫画家としてプロデビューもしている。
浅間（あさま）
山城高校漫画研究部の副部長。
志賀/高根/室津（しが/たかね/むろつ）
漫研部員。
君川あけみ（きみかわ　あけみ）
音羽に恋する百合少女。
サラ・バーリンデン
武藤武蔵の紹介でアメリカからやってきたOTAKU少女。
北上（きたかみ）
美術教師。陰険で執念深い。
レックス
新入部員。大柄でドレッドヘアの黒人だが、萌えキャラ命。
武藤武蔵（むとう　たけぞう）
前作の主人公で信濃の兄。今はアメリカで暮らしており、冒頭とエピローグにのみ登場。
衣島三姉妹（きぬしま さんしまい）
長女はるな。次女青葉。三女いすず。ホビーショップ「まにぃロード」に住む三姉妹。詳細は『まにぃロード』参照。
望月京子（もちづき きょうこ）
先代漫研部長で、コスプレ関係では信濃の「師匠」。詳細は『まにぃロード』参照。
初瀬治三郎（はつせ　じさぶろう）
青葉曰く「知り合いの変なじいさん」で、「貧乳万歳」な彫刻家兼フィギュア作家。詳細は『まにぃロード』参照。

## 単行本
1. 2004年3月15日初版発行 ISBN 4-8402-2627-X
2. 2004年11月15日初版発行 ISBN 4-8402-2862-0
3. 2005年6月15日初版発行 ISBN 4-8402-3076-5